# NGC 5775
NGC 5775 este o galaxie spirală situată în constelația Fecioara. A fost descoperită în 20 septembrie 1786 de către William Herschel. Se află la o distanță de 18,97 megaparseci de Pământ.